# Івандол
Івандол (словен. Ivandol) — поселення в общині Кршко, Споднєпосавський регіон, Словенія. Висота над рівнем моря: 362,3 м.